# Liste der Monuments historiques in Bourg-Archambault
Die Liste der Monuments historiques in Bourg-Archambault führt die Monuments historiques in der französischen Gemeinde Bourg-Archambault auf.

## Liste der Bauwerke
| Bezeichnung       | Beschreibung                  | Standort | Kennzeichnung | Schutzstatus   | Datum     | Bild           |
| ----------------- | ----------------------------- | -------- | ------------- | -------------- | --------- | -------------- |
| Schloss           | Erbaut ab dem 13. Jahrhundert | (Lage)   | PA00105359    | Inscrit/Classé | 1927/1986 | weitere Bilder |
| Kirche St-Laurent | Erbaut im 12. Jahrhundert     | (Lage)   | PA00105360    | Inscrit        | 1937      |                |

## Liste der Objekte
- Monuments historiques (Objekte) in Bourg-Archambault in der Base Palissy des französischen Kultusministeriums